# Heteroconis picticornis
Heteroconis picticornis är en insektsart som först beskrevs av Banks 1939.  Heteroconis picticornis ingår i släktet Heteroconis och familjen vaxsländor. Inga underarter finns listade i Catalogue of Life.